# غوستافو سوتو
غوستافو سوتو (بالإسبانية: Gustavo Souto Sampedro)‏ هو لاعب كرة قدم إسباني في مركز الهجوم، ولد في 29 أبريل 1983 في فيغو في إسبانيا. لعب مع الاتحاد الشعبي للانغريو ‏.